# Kjetil André Aamodt
Kjetil André Aamodt (ur. 2 września 1971 w Oslo) – norweski narciarz alpejski, wielokrotny medalista igrzysk olimpijskich, mistrzostw świata seniorów i juniorów oraz zdobywca Pucharu Świata. Jeden z najbardziej wszechstronnych i utytułowanych zawodników w historii dyscypliny. Wygrywał zawody Pucharu Świata we wszystkich pięciu konkurencjach: biegu zjazdowym, supergigancie, slalomie, slalomie gigancie oraz kombinacji.

## Kariera
Po raz pierwszy na arenie międzynarodowej Kjetil André Aamodt pojawił się w 1987 roku, podczas mistrzostw świata juniorów w Sälen. Zajął tam 22. miejsce w slalomie i 38. miejsce w slalomie gigancie. Na rozgrywanych rok później mistrzostwach świata juniorów w Madonna di Campiglio jego najlepszym wynikiem było jedenaste miejsce w kombinacji. Startował także na MŚJ w Aleyska w 1989 roku, zajmując między innymi piąte miejsce w gigancie i dziesiąte w supergigancie. Największe sukcesy w tej kategorii wiekowej osiągnął jednak na mistrzostwach świata juniorów w Zinal, gdzie zdobywał medale we wszystkich konkurencjach. Norweg był tam najlepszy w zjeździe, supergigancie i kombinacji, a w slalomie i slalomie gigancie zajmował drugie miejsce.
W międzyczasie zadebiutował w zawodach Pucharu Świata, zajmując 23 listopada 1989 roku w Park City piętnaste miejsce w gigancie. Tym samym już w swoim debiucie wywalczył pierwsze pucharowe punkty. W sezonie 1989/1990 punktował jeszcze kilkukrotnie, najlepszy wynik osiągając 10 marca 1990 roku w Hemsedal, gdzie był piąty w supergigancie. W efekcie zajął 39. miejsce w klasyfikacji generalnej. Podobne wyniki uzyskiwał w kolejnym sezonie, punktował jednak częściej, co dało mu 17. pozycję w klasyfikacji końcowej. Najlepszy wynik w zawodach pucharowych osiągnął 6 stycznia 1991 roku w Garmisch-Partenkirchen, gdzie był piąty w supergigancie. Na przełomie stycznia i lutego 1991 roku wystąpił na mistrzostwach świata w Saalbach-Hinterglemm, gdzie zdobył swój pierwszy medal w rywalizacji seniorów. W supergigancie zajął drugie miejsce, rozdzielając na podium Austriaka Stephana Eberhartera i Francuza Francka Piccarda. Medal zdobył jeszcze zanim udało mu się wywalczyć podium w Pucharze Świata. Na tych samych mistrzostwach zajął także dwunaste miejsce w slalomie, a rywalizacji w gigancie nie ukończył.
Na podium zawodów PŚ po raz pierwszy stanął 8 marca 1992 roku w Panoramie, gdzie był drugi w supergigancie, plasując się za Güntherem Maderem z Austrii. W kolejnych zawodach sezonu 1991/1992 na podium stawał jeszcze dwukrotnie: 15 marca w Aspen zwyciężył w tej samej konkurencji, a 20 marca 1992 roku w Crans-Montana był drugi w gigancie. W pierwszej dziesiątce zawodów plasował się jeszcze cztery razy, zajmując ostatecznie trzynaste miejsce w klasyfikacji generalnej i piąte w klasyfikacji supergiganta. W lutym 1992 roku brał udział w igrzyskach olimpijskich w Albertville, zdobywając dwa medale. Olimpijskie starty zaczął od zajęcia 26. miejsca w zjeździe. Siedem dni później zwyciężył w supergigancie, wyprzedzając bezpośrednio reprezentującego Luksemburg Marka Girardellego i swego rodaka, Jana Einara Thorsena. Następnie zajął trzecie miejsce w gigancie, w którym lepsi byli tylko Włoch Alberto Tomba i Marc Girardelli. Aamodt wystąpił także w slalomie, w którym po pierwszym przejeździe był dwudziesty. Podczas drugiego przejazdu wypadł z trasy i nie ukończył zawodów. Na rozgrywanych rok później mistrzostwach świata w Morioce Norweg był najlepszy w slalomie i gigancie. Zdobył także srebrny medal w kombinacji, przegrywając o 1,87 pkt ze swym rodakiem, Lasse Kjusem oraz wyprzedzając Girardellego o 0,18 pkt. Aamodt po zjeździe plasował się dopiero na czternastej pozycji, jednak w slalomie uzyskał najlepszy czas i awansował do pierwszej trójki. W zawodach pucharowych sezonu 1992/1993 dziewięciokrotnie stawał na podium, przy czym sześć razy zwyciężał: 28 listopada w Sestriere, 23 marca w Oppdal i 27 marca w Åre był najlepszy w gigancie, a 7 marca w Aspen, 21 marca w Kvitfjell i 26 marca w Åre wygrywał supergiganta. W klasyfikacji generalnej był drugi za Girardellim, a w klasyfikacjach giganta i supergiganta zdobywał Małą Kryształową Kulę. Był ponadto trzeci w klasyfikacji kombinacji, za Girardellim i Maderem.

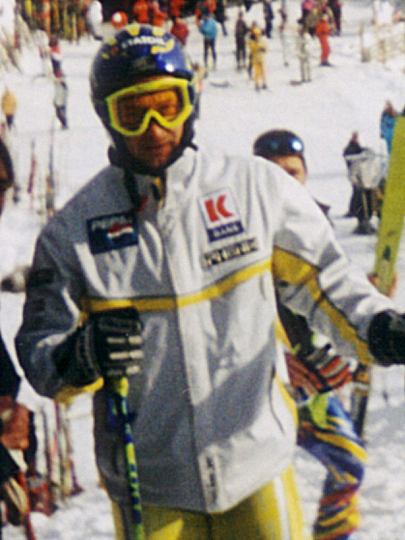
Aamodt w 2000 roku

Największy sukces w Pucharze Świata osiągnął w sezonie 1993/1994, kiedy zdobył Kryształową Kulę za zwycięstwo w klasyfikacji generalnej. Na podium znalazł się osiem razy, w tym czterokrotnie zwyciężał: 11 stycznia w Hinterstoder i 19 marca w Vail w gigancie, 29 stycznia w Chamonix w zjeździe, a dzień później w tej samej miejscowości wygrał kombinację. Uzyskane wyniki dały mu zwycięstwo w klasyfikacji kombinacji oraz drugie miejsce w klasyfikacji giganta, w której lepszy był tylko Austriak Christian Mayer. W 1994 roku wystąpił również na igrzyskach olimpijskich w Lillehammer, zdobywając trzy medale. Najpierw był drugi w zjeździe, przegrywając tylko z Tommym Moe z USA o 0,04 sekundy. Następnie zdobył srebro w kombinacji, zajmując szóste miejsce w zjeździe i dziewiąte w slalomie. Na podium rozdzielił dwóch rodaków: Lasse Kjusa i Haralda Stranda Nilsena. Był to trzeci przypadek w olimpijskiej historii narciarstwa alpejskiego, w którym całe podium zajęli zawodnicy z jednego kraju (na ZIO 1956 dokonali tego Austriacy w gigancie, a na ZIO 1964 Austriaczki w zjeździe). Dwa dni później zdobył brązowy medal w supergigancie, ulegając tylko Niemcowi Markusowi Wasmeierowi i Tommy’emu Moe. Na tych samych igrzyskach Aamodt był także dwunasty w gigancie oraz slalomie, którego nie ukończył, chociaż prowadził po pierwszym przejeździe.
W sezonach 1994/1995 i 1995/1996 spadł z podium klasyfikacji generalnej Pucharu Świata. Łącznie cztery razy znalazł się na podium, jedyne zwycięstwo odnosząc 7 marca 1996 roku w Kvitfjell, gdzie był najlepszy w supergigancie. Nie znalazł się także w najlepszej trójce w żadnej z klasyfikacji, choć w sezonie 1994/1995 był czwarty w klasyfikacjach giganta i kombinacji. W lutym 1996 roku wystartował na mistrzostwach świata w Sierra Nevada, gdzie wywalczył brązowy medal w supergigancie. W konkurencji tej lepsi okazali się jedynie kolejny Norweg, Atle Skårdal oraz Patrik Järbyn ze Szwecji. Był to jego jedyny medal na tych mistrzostwach, poza tym jego najlepszym wynikami były szóste miejsce w kombinacji oraz ósme w slalomie.
Kolejny sukces osiągnął podczas mistrzostw świata w Sestriere w 1997 roku, gdzie zwyciężył w kombinacji. Zarówno w zjeździe do kombinacji, jak i slalomie uzyskał drugie czasy, wystarczyło to jednak do zwycięstwa o 0,26 sekundy przed Bruno Kernenem ze Szwajcarii i o 1,29 sekundy przed Austriakiem Mario Reiterem. Norweg był tam też szósty w gigancie, ósmy w supergigancie i dziewiąty w zjeździe. Wysokie miejsca zajmował także zawodach PŚ. Tylko w jednym starcie nie zdobył żadnych punktów, a na podium stanął sześć razy. Zwyciężył tylko raz: 14 stycznia 1997 rok uw Adelboden był najlepszy w gigancie. W klasyfikacji generalnej dało mu to drugie miejsce za Francuzem Lukiem Alphandem. Drugi był także w klasyfikacji giganta (wygrał Szwajcar Michael von Grünigen), a w klasyfikacji kombinacji zwyciężył. Sezon 1997/1998 rozpoczął od zajęcia drugiego miejsca w slalomie równoległym 24 października 1997 roku w Tignes, jednak w kolejnych startach tylko dwukrotnie zmieścił się w najlepszej trójce: 20 listopada w Park City był drugi w gigancie, a 25 stycznia 1998 roku w Kitzbühel był najlepszy w kombinacji. W klasyfikacji końcowej był tym razem czwarty, a w klasyfikacji kombinacji zajął drugie miejsce za Wernerem Franzem z Austrii. W lutym 1998 roku startował na igrzyskach olimpijskich w Nagano, lecz nie zdobył żadnego medalu. Była to pierwsza duża międzynarodowa impreza, na której Aamodt nie stanął na podium w żadnej z konkurencji. Najlepszy wynik uzyskał w supergigancie, który zakończył na piątej pozycji. Był także trzynasty w zjeździe, a rywalizacji w kombinacji i slalomie gigancie nie ukończył.
Zarówno sezon 1998/1999, jak i sezon 1999/2000 Norweg ukończył na drugim miejscu w klasyfikacji generalnej. W 1999 roku zwyciężył Lasse Kjus, a rok później najlepszy był Austriak Hermann Maier. W tym czasie Aamodt łącznie szesnaście razy stawał na podium, odnosząc cztery zwycięstwa: 24 stycznia 1999 roku w Kitzbühel, 9 stycznia w Chamonix i 23 stycznia 2000 roku w Kitzbühel był najlepszy w kombinacji, a 16 stycznia 2000 roku w Wengen zwyciężył w slalomie. W obu sezonach zwyciężał w klasyfikacji kombinacji, a w sezonie 1999/2000 najlepszy był także w klasyfikacji slalomu. W lutym 1999 roku zdobył dwa medale podczas mistrzostw świata w Vail. W kombinacji okazał się najlepszy, uzyskując drugi czas w zjeździe i trzeci czas slalomu. Na podium wyprzedził Kjusa o 0,16 sekundy i Paula Accolę ze Szwajcarii o 0,53 sekundy. Trzy dni wcześniej wywalczył brąz w zjeździe, plasując się za Maierem i Kjusem.
Dwa medale wywalczył także na rozgrywanych dwa lata później mistrzostwach świata w Sankt Anton. Najpierw obronił tytuł mistrza świata w kombinacji, uzyskując czwarty czas zjazdu i najlepszy czas w slalomie. Dwa dni później zdobył srebrny medal w gigancie, rozdzielając na podium Szwajcara Michaela von Grünigena i Francuza Frédérica Covili. Na tych samych mistrzostwach był też między innymi siódmy w slalomie. W zawodach Pucharu Świata prezentował się słabiej niż w poprzednich sezonach, tylko dwukrotnie plasując się na podium i nie odnosząc żadnego zwycięstwa. W klasyfikacji generalnej sezonu 2000/2001 był siódmy, a w poszczególnych konkurencjach najlepszy wynik uzyskał w kombinacji, w której był trzeci. W kolejnym sezonie na podium stawał czterokrotnie, w tym 13 stycznia w Wengen i 20 stycznia 2002 roku w Kitzbühel wygrywał kombinację. W klasyfikacji po raz kolejny zajął drugie miejsce, tym razem ulegając Austriakowi Stephanowi Eberharterowi. Zwyciężył ponadto w klasyfikacji kombinacji, a w klasyfikacjach zjazdu i supergiganta był szósty. Igrzyska olimpijskie w Salt Lake City w 2002 roku przyniosły mu kolejne złote medale. Norweg zwyciężył w kombinacji oraz, drugi raz w karierze, w supergigancie. Był też między innymi czwarty w zjeździe, przegrywając walkę o medal z Eberharterem o 0,37 sekundy.
Ostatnie zwycięstwo w zawodach Pucharu Świata odniósł 19 stycznia 2003 roku w Wengen, gdzie był najlepszy w kombinacji. Na podium stawał także 30 listopada 2002 roku w Lake Louise, 25 stycznia 2003 roku w Kitzbühel (3. miejsce w zjeździe) i 14 stycznia 2003 roku w Adelboden (3. miejsce w gigancie), a w czołowej dziesiątce znalazł się łącznie 18 razy. Pozwoliło mu to na zajęcie czwartego miejsca w klasyfikacji generalnej i klasyfikacji supergiganta oraz drugie w klasyfikacji kombinacji. W lutym 2003 roku wystąpił na mistrzostwach świata w Sankt Moritz, gdzie zdobył srebro w zjeździe. Pierwsze miejsce w tej konkurencji wywalczył Michael Walchhofer, a trzeci był Szwajcar Bruno Kernen. Aamodt zdobył także brązowy medal w kombinacji, przegrywając tylko z Bode Millerem z USA o 0,13 s i Lasse Kjusem o 0,06 s. W październiku 2003 roku Norweg złamał kostkę podczas treningu przed zawodami w Sölden, w wyniku czego stracił cały sezon 2003/2004.
Do rywalizacji powrócił w sezonie 2004/2005, jednak prezentował słabszą formę niż w poprzednich latach. W klasyfikacji generalnej zajął dopiero 26. miejsce, co było najsłabszym wynikiem od sezonu 1989/1990. Ani razu nie stanął na podium, jego najlepszym wynikiem było piąte miejsce wywalczone w trzech różnych konkurencjach. Znalazł się w kadrze Norwegii na mistrzostwa świata w Bormio w 2005 roku, jednak nie zdobył medalu. Najlepszy wynik uzyskał w slalomie, który ukończył na czternastej pozycji. Sezon 2005/2006 rozpoczął od giganta w Sölden, w którym nie zakwalifikował się do drugiego przejazdu. Jednak już w swoim drugim występie tego sezonu, 26 listopada 2005 roku w Lake Louise był drugi w zjeździe. W kolejnych zawodach wielokrotnie plasował się w czołowej dziesiątce i dwukrotnie stawał na podium: 13 stycznia w Wengen był drugi w superkombinacji, a 29 stycznia 2006 roku w Garmisch-Partenkirchen był trzeci w supergigancie. Podium w Ga-Pa było ostatnim w zawodach PŚ w jego karierze. W klasyfikacji generalnej był ostatecznie ósmy, w klasyfikacjach superkombinacji i supergiganta był piąty, a w klasyfikacji zjazdu zajął szóste miejsce. Brał także udział w igrzyskach olimpijskich w Turynie w 2006 roku, dla Aamodta był to piąty występ olimpijski z rzędu. Norweg zwyciężył tam w supergigancie, zostając pierwszym alpejczykiem w historii, który zdobył cztery złote medale olimpijskie i jedynym, który trzykrotnie wygrywał supergiganta na igrzyskach. Zajął tam również czwarte miejsce w zjeździe, przegrywając walkę o podium z Bruno Kernenem o 0,06 sekundy.
Na początku stycznia 2007 roku ogłosił zakończenie kariery sportowej. Do decyzji Aamodta przyczyniła się poważna kontuzja kolana odniesiona w 2006 roku.
W sierpniu 2003 roku Norwegowi skradziono 19 medali, w tym mistrzostw świata i igrzysk olimpijskich, z sejfu w domu jego ojca. W 2007 roku zostały jednak zwrócone właścicielowi, z pomocą kilku anonimowych pośredników.

## Osiągnięcia

### Igrzyska olimpijskie
| Miejsce | Dzień     | Rok  | Miejscowość    | Konkurencja | Czas biegu | Strata | Zwycięzca            |
| ------- | --------- | ---- | -------------- | ----------- | ---------- | ------ | -------------------- |
| 26.     | 9 lutego  | 1992 | Albertville    | Zjazd       | 1:50,37    | +3,87  | Patrick Ortlieb      |
| 1.      | 16 lutego | 1992 | Albertville    | Supergigant | 1:13,04    | –      | –                    |
| 3.      | 18 lutego | 1992 | Albertville    | Gigant      | 2:06,98    | +0,84  | Alberto Tomba        |
| DNF     | 22 lutego | 1992 | Albertville    | Slalom      | 1:44,39    | –      | Finn Christian Jagge |
| 2.      | 13 lutego | 1994 | Lillehammer    | Zjazd       | 1:45,75    | +0,04  | Tommy Moe            |
| 2.      | 15 lutego | 1994 | Lillehammer    | Kombinacja  | 3:17,53    | +1,02  | Lasse Kjus           |
| 3.      | 17 lutego | 1994 | Lillehammer    | Supergigant | 1:32,53    | +0,40  | Markus Wasmeier      |
| 12.     | 23 lutego | 1994 | Lillehammer    | Gigant      | 2:52,46    | +1,45  | Markus Wasmeier      |
| DNF     | 27 lutego | 1994 | Lillehammer    | Slalom      | 2:02,02    | –      | Thomas Stangassinger |
| DNF     | 12 lutego | 1998 | Nagano         | Kombinacja  | 3:08,06    | –      | Mario Reiter         |
| 13.     | 13 lutego | 1998 | Nagano         | Zjazd       | 1:50,11    | +1,61  | Jean-Luc Crétier     |
| 5.      | 16 lutego | 1998 | Nagano         | Supergigant | 1:34,82    | +0,85  | Hermann Maier        |
| DNF     | 19 lutego | 1998 | Nagano         | Gigant      | 2:38,51    | –      | Hermann Maier        |
| 4.      | 10 lutego | 2002 | Salt Lake City | Zjazd       | 1:39,13    | +0,65  | Fritz Strobl         |
| 1.      | 13 lutego | 2002 | Salt Lake City | Kombinacja  | 3:17,56    | –      | –                    |
| 1.      | 16 lutego | 2002 | Salt Lake City | Supergigant | 1:21,58    | –      | –                    |
| 7.      | 21 lutego | 2002 | Salt Lake City | Gigant      | 2:23,28    | +1,34  | Stephan Eberharter   |
| 6.      | 23 lutego | 2002 | Salt Lake City | Slalom      | 2:23,28    | +1,34  | Jean-Pierre Vidal    |
| 4.      | 12 lutego | 2006 | Turyn          | Zjazd       | 1:48,80    | +0,08  | Antoine Dénériaz     |
| 1.      | 18 lutego | 2006 | Turyn          | Supergigant | 1:30,65    | –      | –                    |

### Mistrzostwa świata
| Miejsce | Dzień       | Rok  | Miejscowość       | Konkurencja | Czas biegu | Strata    | Zwycięzca                |
| ------- | ----------- | ---- | ----------------- | ----------- | ---------- | --------- | ------------------------ |
| 12.     | 22 stycznia | 1991 | Saalbach          | Slalom      | 1:55,38    | +4,05     | Marc Girardelli          |
| 2.      | 23 stycznia | 1991 | Saalbach          | Supergigant | 1:26,73    | +1,54     | Stephan Eberharter       |
| DNS     | 3 lutego    | 1991 | Saalbach          | Gigant      | 2:29,94    | –         | Rudolf Nierlich          |
| 2.      | 8 lutego    | 1993 | Morioka           | Kombinacja  | 34,22 pkt  | +1,87 pkt | Lasse Kjus               |
| 1.      | 10 lutego   | 1993 | Morioka           | Gigant      | 2:15,36    | –         | –                        |
| 1.      | 13 lutego   | 1993 | Morioka           | Slalom      | 1:40,33    | –         | –                        |
| 3.      | 13 lutego   | 1996 | Sierra Nevada     | Supergigant | 1:21,80    | +0,31     | Atle Skårdal             |
| 27.     | 17 lutego   | 1996 | Sierra Nevada     | Zjazd       | 2:00,17    | +3,46     | Patrick Ortlieb          |
| 6.      | 19 lutego   | 1996 | Sierra Nevada     | Kombinacja  | 3:31,95    | +2,34     | Marc Girardelli          |
| 11.     | 23 lutego   | 1996 | Sierra Nevada     | Gigant      | 1:58,63    | +3,63     | Alberto Tomba            |
| 8.      | 25 lutego   | 1996 | Sierra Nevada     | Slalom      | 1:42,26    | +1,81     | Alberto Tomba            |
| 8.      | 3 lutego    | 1997 | Sestriere         | Supergigant | 1:29,68    | +0,70     | Atle Skårdal             |
| 1.      | 6 lutego    | 1997 | Sestriere         | Kombinacja  | 3:10,40    | –         | –                        |
| 9.      | 8 lutego    | 1997 | Sestriere         | Zjazd       | 1:51,11    | +1,17     | Bruno Kernen             |
| 6.      | 12 lutego   | 1997 | Sestriere         | Gigant      | 2:48,23    | +1,94     | Michael von Grünigen     |
| DNF2    | 15 lutego   | 1997 | Sestriere         | Slalom      | 1:51,70    | –         | Tom Stiansen             |
| 9.      | 2 lutego    | 1999 | Vail/Beaver Creek | Supergigant | 1:14,53    | +0,85     | Hermann Maier Lasse Kjus |
| 3.      | 6 lutego    | 1999 | Vail/Beaver Creek | Zjazd       | 1:40,60    | +0,57     | Hermann Maier            |
| 1.      | 9 lutego    | 1999 | Vail/Beaver Creek | Kombinacja  | 2:43,09    | –         | –                        |
| DNF2    | 12 lutego   | 1999 | Vail/Beaver Creek | Gigant      | 2:19,31    | –         | Lasse Kjus               |
| 7.      | 14 lutego   | 1999 | Vail/Beaver Creek | Slalom      | 1:42,12    | +0,79     | Kalle Palander           |
| 18.     | 31 stycznia | 2001 | St. Anton         | Supergigant | 1:21,46    | +1,88     | Daron Rahlves            |
| 1.      | 5 lutego    | 2001 | St. Anton         | Kombinacja  | 2:58,25    | –         | –                        |
| DNS     | 7 lutego    | 2001 | St. Anton         | Zjazd       | 1:38,74    | –         | Hannes Trinkl            |
| 2.      | 8 lutego    | 2001 | St. Anton         | Gigant      | 2:23,80    | +0,35     | Michael von Grünigen     |
| 7.      | 10 lutego   | 2001 | St. Anton         | Slalom      | 1:39,66    | +1,28     | Mario Matt               |
| 5.      | 2 lutego    | 2003 | Sankt Moritz      | Supergigant | 1:38,80    | +0,95     | Stephan Eberharter       |
| 3.      | 6 lutego    | 2003 | Sankt Moritz      | Kombinacja  | 3:18,41    | +0,14     | Bode Miller              |
| 2.      | 8 lutego    | 2003 | Sankt Moritz      | Zjazd       | 1:43,54    | +0,51     | Michael Walchhofer       |
| 24.     | 12 lutego   | 2003 | Sankt Moritz      | Gigant      | 2:45,93    | +2,32     | Bode Miller              |
| 9.      | 16 lutego   | 2003 | Sankt Moritz      | Slalom      | 1:40,66    | +1,61     | Ivica Kostelić           |
| 22.     | 29 stycznia | 2005 | Bormio            | Supergigant | 1:27,55    | +2,41     | Bode Miller              |
| DSQ     | 3 lutego    | 2005 | Bormio            | Kombinacja  | 3:19,10    | –         | Benjamin Raich           |
| 23.     | 5 lutego    | 2005 | Bormio            | Zjazd       | 1:56,22    | +2,09     | Bode Miller              |
| 14.     | 12 lutego   | 2005 | Bormio            | Slalom      | 1:41,34    | +2,72     | Benjamin Raich           |

### Mistrzostwa świata juniorów
| Miejsce | Dzień       | Rok  | Miejscowość          | Konkurencja | Czas biegu | Strata | Zwycięzca             |
| ------- | ----------- | ---- | -------------------- | ----------- | ---------- | ------ | --------------------- |
| 22.     | 21 marca    | 1987 | Sälen                | Slalom      | 1:50,95    | +9,21  | Roger Pramotton       |
| 38.     | 22 marca    | 1987 | Sälen                | Gigant      | 2:31,70    | +6,02  | Thomas Wolf           |
| 12.     | 27 stycznia | 1988 | Madonna di Campiglio | Zjazd       | 1:33,15    | +1,47  | Kaspar Gilgenrainer   |
| 32.     | 29 stycznia | 1988 | Madonna di Campiglio | Gigant      | 2:05,55    | +2,73  | Gregor Grilc          |
| 11.     | 30 stycznia | 1988 | Madonna di Campiglio | Kombinacja  | ?          | ?      | Konstantin Czistiakow |
| 24.     | 30 stycznia | 1988 | Madonna di Campiglio | Slalom      | 1:42,30    | +6,14  | Stefan Szałamanow     |
| 15.     | 5 kwietnia  | 1989 | Aleyska              | Zjazd       | 1:28,93    | +1,72  | Ed Podivinsky         |
| 10.     | 6 kwietnia  | 1989 | Aleyska              | Supergigant | 1:17,59    | +1,97  | Tommy Moe             |
| 5.      | 7 kwietnia  | 1989 | Aleyska              | Gigant      | 2:17,20    | +2,11  | Jeremy Nobis          |
| 1.      | 21 marca    | 1990 | Zinal                | Zjazd       | 1:19,42    | –      | –                     |
| 1.      | 22 marca    | 1990 | Zinal                | Supergigant | 1:24,30    | –      | –                     |
| 2.      | 24 marca    | 1990 | Zinal                | Gigant      | 2:20,38    | +0,25  | Lasse Kjus            |
| 2.      | 25 marca    | 1990 | Zinal                | Slalom      | 1:28,15    | +0,42  | Luigi Tacchini        |
| 1.      | 25 marca    | 1990 | Zinal                | Kombinacja  | ?          | –      | –                     |

### Puchar Świata

#### Miejsca w klasyfikacji generalnej
- sezon 1989/1990: 39.
- sezon 1990/1991: 17.
- sezon 1991/1992: 13.
- sezon 1992/1993: 2.
- sezon 1993/1994: 1.
- sezon 1994/1995: 5.
- sezon 1995/1996: 10.
- sezon 1996/1997: 2.
- sezon 1997/1998: 4.
- sezon 1998/1999: 2.
- sezon 1999/2000: 2.
- sezon 2000/2001: 7.
- sezon 2001/2002: 2.
- sezon 2002/2003: 3.
- sezon 2004/2005: 26.
- sezon 2005/2006: 8.

#### Zwycięstwa w zawodach
1. Aspen – 15 marca 1992 (supergigant)
2. Sestriere – 28 listopada 1992 (gigant)
3. Aspen – 7 marca 1993 (supergigant)
4. Kvitfjell – 21 marca 1993 (supergigant)
5. Oppdal – 23 marca 1993 (gigant)
6. Åre – 26 marca 1993 (supergigant)
7. Åre – 27 marca 1993 (gigant)
8. Hinterstoder – 11 stycznia 1994 (gigant)
9. Chamonix – 29 stycznia 1994 (zjazd)
10. Chamonix – 30 stycznia 1994 (kombinacja)
11. Vail – 19 marca 1994 (gigant)
12. Kvitfjell – 7 marca 1996 (supergigant)
13. Adelboden – 14 stycznia 1997 (gigant)
14. Kitzbühel – 25 stycznia 1998 (kombinacja)
15. Kitzbühel – 24 stycznia 1999 (kombinacja)
16. Chamonix – 9 stycznia 2000 (kombinacja)
17. Wengen – 16 stycznia 2000 (slalom)
18. Kitzbühel – 23 stycznia 2000 (kombinacja)
19. Wengen – 13 stycznia 2002 (kombinacja)
20. Kitzbühel – 20 stycznia 2002 (kombinacja)
21. Wengen – 19 stycznia 2003 (kombinacja)

#### Pozostałe miejsca na podium
1. Panorama – 8 marca 1992 (supergigant) – 2. miejsce
2. Crans-Montana – 20 marca 1992 (gigant) – 2. miejsce
3. Bad Kleinkirchheim – 22 grudnia 1992 (supergigant) – 3. miejsce
4. Garmisch-Partenkirchen – 9 stycznia 1993 (slalom) – 2. miejsce
5. Åre – 28 marca 1993 (slalom) – 2. miejsce
6. Sölden – 30 października 1993 (gigant) – 3. miejsce
7. Park City – 27 listopada 1993 (gigant) – 3. miejsce
8. Val d’Isère – 12 grudnia 1993 (supergigant) – 2. miejsce
9. Kitzbühel – 16 stycznia 1994 (kombinacja) – 2. miejsce
10. Tignes – 3 grudnia 1994 (gigant) – 3. miejsce
11. Val d’Isère – 18 grudnia 1993 (gigant) – 2. miejsce
12. Veysonnaz – 21 stycznia 1996 (kombinacja) – 3. miejsce
13. Sölden – 27 października 1996 (gigant) – 3. miejsce
14. Park City – 24 listopada 1996 (slalom) – 3. miejsce
15. Kranjska Gora – 5 stycznia 1997 (gigant) – 3. miejsce
16. Chamonix – 12 stycznia 1997 (kombinacja) – 2. miejsce
17. Kitzbühel – 26 stycznia 1997 (kombinacja) – 2. miejsce
18. Tignes – 24 października 1997 (slalom równoległy) – 2. miejsce
19. Park City – 20 listopada 1997 (gigant) – 2. miejsce
20. Schladming – 7 stycznia 1999 (slalom) – 3. miejsce
21. Adelboden – 12 stycznia 1999 (gigant) – 2. miejsce
22. Wengen – 17 stycznia 1999 (kombinacja) – 2. miejsce
23. Kitzbühel – 22 stycznia 1999 (zjazd) – 2. miejsce
24. Ofterschwang – 28 lutego 1999 (slalom) – 3. miejsce
25. Kvitfjell – 5 marca 1999 (zjazd) – 3. miejsce
26. Sierra Nevada – 13 marca 1999 (slalom) – 2. miejsce
27. Tignes – 31 października 1999 (gigant) – 3. miejsce
28. Vail – 23 listopada 1999 (slalom) – 3. miejsce
29. Chamonix – 9 stycznia 2000 (slalom) – 2. miejsce
30. Todtnau – 6 lutego 2000 (slalom) – 2. miejsce
31. Adelboden – 20 lutego 2000 (slalom) – 2. miejsce
32. Park City – 19 listopada 2000 (slalom) – 3. miejsce
33. Kitzbühel – 21 stycznia 2001 (kombinacja) – 3. miejsce
34. Val Gardena – 15 grudnia 2001 (zjazd) – 3. miejsce
35. Kitzbühel – 19 stycznia 2002 (zjazd) – 3. miejsce
36. Lake Louise – 30 listopada 2002 (zjazd) – 3. miejsce
37. Adelboden – 14 stycznia 2003 (gigant) – 3. miejsce
38. Kitzbühel – 25 stycznia 2003 (zjazd) – 3. miejsce
39. Lake Louise – 26 listopada 2005 (zjazd) – 2. miejsce
40. Wengen – 13 stycznia 2006 (superkombinacja) – 2. miejsce
41. Garmisch-Partenkirchen – 29 stycznia 2006 (supergigant) – 3. miejsce